# Beruwala
Beruwala je malé město na jihozápadním pobřeží Srí Lanky, žijící z turistického ruchu.
Jméno města je odvozeno od sinhálského slova pro místo, kde je snadná plavba. To naznačuje, že může být jedno z prvních míst ostrova, na kterých se od 8. století usazovali muslimští kupci z Arábie. Dodnes žije v Beruvale množství muslimů. Zdejší mešita je pravděpodobně nejstarší na ostrově.